# 蓬扎
蓬扎（義大利語：Ponza），是意大利拉蒂纳省的一个市镇。总面积9.85平方公里，人口3353人，人口密度340.4人/平方公里（2009年）。ISTAT代码为059018。